# Луковська Ольга Ігорівна
Ольга Ігорівна Луковська — мистецтвознавець, менеджер мистецтва, художниця

## Біографія
Народилася у Львові в сім'ї лікарів. Мистецтвознавець, менеджерка мистецтва, художниця. Займається дослідженням тенденцій сучасного мистецтва, авторка понад 100 наукових статей, рецензій, оглядів з історії мистецтва. Особливою ділянкою дослідження є арттекстиль та графіка.
Кандидат мистецтвознавства (2008), доктор мистецтвознавства (2019), професор (2023).
Член Національної спілки художників України, Спілки критиків та істориків мистецтва.
Заступниця директора з науково-мистецької діяльності Львівського палацу мистецтв.  
Професорка кафедри графіки та мистецтва книги Інституту поліграфії та медіатехнологій НУ Львівська Політехніка (у минулому українська академія друкарства).
Організаторка, кураторка, членкиня численних оргкомітетів та журі культурно-мистецьких проєктів, а також учасниця всеукраїнських та міжнародних мистецьких виставок, пленерів, акцій тощо.
Працює творчо в сучасних текстильних техніках. Твори зберігаються у музейних та приватних колекціях України та за кордоном.

## Освіта
У 1994 р. закінчила Львівський державний коледж декоративного та ужиткового мистецтва ім. І.Труша, відділ художнього текстилю, У 2000 р. Українську академію друкарства, кафедру книжкової графіки та дизайну друкованої продукції [Архівовано 11 червня 2020 у Wayback Machine.]. В 2005 р. закінчила аспірантуру Львівської національної академії мистецтв, кафедру історії та теорії мистецтва. 

## Відзнаки
Нагороджена обласною премією в галузі культури в номінації культурологія та мистецтвознавство ім. С. Гординського (2020), Львів.
Дипломи переможця у номінації «Художній текстиль» на Весняних Салонах Львівської СХ - 2014, 2018.
Срібна медаль «Labor Omnia Vincit» за зміцнення польсько-українських культурних стосунків, Товариство ім. І. Цегельського, м. Познань 2012.

## Стипендії
2022—23 — грант на наукову діяльність в час війни, Міжнародний центр науки (Вроцлавська академія мистецтв ім.Є.Гепперта)
2016, 2018, 2022 — Словацька Національна стипендія, Братислава
2011, 2016,  2024 — стипендіатка польської комісії до справ ЮНЕСКО, Краків, Люблін
2016 — стипендія, Музей історії Польщі, Варшава
2010 — стипендіатка Фундації Королеви Ядвіги Ягелонського Університету, Краків.
2007—2008 — стипендіатка програми ім. Л.Кірклянда польсько-американської Комісії Фулбрайта Фундації Свобода (Ягелонський Університет, кафедра управління культурою, Краків).
2006 — стипендіатка Міністерства Культури Польщі «Гауде Полонія» (Академія мистецтв ім. В.Стжемінського, Лодзь).

## Персональні виставки
Україна (2017, 1997, 1996). Німеччина (2017), Польща (2017, 2008), Франція (2018, 2004), Японія (2002).

## Монографії
Монографія «Художнє ткацтво Львова другої половини ХХ ст.». Київ: Майстер книг, 2017. — 155 с.

Монографія «Арттекстиль України у контексті європейських експериментальних тенденцій другої половини ХХ — початку ХХІ століття». Київ: Майстер книг, 2018. 248 с.

## Основні наукові праці
- Мистецькі проєкти на підтримку України: case study. Zeszyty naukowe wyższej szkoły technicznej w Katowicach. Nr 19. 2024. S. 65-74. DOI:10.54264/0100
- Виставкова діяльність українських митців у час війни. Українська культура : минуле, сучасне, шляхи розвитку : наук. зб. Вип. 42. С.21-28. https://doi.org/10.35619/ucpmk.vi42.553

- O.Lukovska, T.Kara-Vasylieva. Mini textile art in Eastern Europe: historical survey. Journal of Visual Art Practice. Journal of Visual Art Practice. Volume 21, Issue 1 (2022)/ P. 25-45. https://doi.org/10.1080/14702029.2021.2020591
- «Текстильні інспірації» у Львівському Палаці мистецтв. Вісник Львівської національної академії мистецтв. 2021. Вип. № 45. С. 52-57. https://visnyk.lnam.edu.ua/visnyk/2021/45/olga-lukovska-52-57
- Творча спадщина Оксани Риботицької у контексті арттекстилю України. Вісник Закарпатської академії мистецтв. Ужгород, 2019. Вип. 13. С. 7-12.http://www.artedu.uz.ua/doc-files/vistnik/vist_13.pdf
- Трансформація народної культури в арттекстилі України. Вісник Львівського університету. Серія мистецтвознавство. № 19. 2018. С. 183-190. http://publications.lnu.edu.ua/bulletins/index.php/artstudies/article/view/10437
- Творчі пошуки київських живописців і графіків у галузі арттекстилю другої половини ХХ століття. Українське мистецтвознавство : матеріали, дослідження, рецензії : зб. наук. праць / НАНУ, ІМФЕ ім. М. Т. Рильського. Київ, 2018. Вип. 18. С. 152–158. http://jnas.nbuv.gov.ua/article/UJRN-0000996409